# (8758) Perdix
(8758) Perdix (6683 P-L) – planetoida z pasa głównego asteroid okrążająca Słońce w ciągu 5,76 lat w średniej odległości 3,21 au. Odkryta 24 września 1960 roku.